# الماجرو (سيوداد ريال)
المَغْرَة أو (نقحرة: بلدية الماجرو) (بالإسبانية: Almagro)‏، هي إحدى بلديات مقاطعة سيوداد ريال إحدى مقاطعات إسبانيا، والتي تقع في منطقة قشتالة والمنجى وسط إسبانيا.
يبلغ عدد سكانها 8.482 نسمة وفقاً لإحصائية سنة (2007).
ينسب إليها الفاتح الإسباني دييغو دي ألماغرو

## توأمة
للمَغْرَة (سيوداد ريال) اتفاقيات توأمة مع:
- ترجالة

## أعلام
- دييغو دي ألماغرو